# Motorenwerk Cunewalde
Der Volkseigene Betrieb (VEB) Motorenwerk Cunewalde war der bedeutendste Hersteller kleiner Dieselmotoren im RGW. Er gehörte zum IFA-Kombinat Nutzkraftwagen im Industrieverband Fahrzeugbau und befand sich in Cunewalde im Kreis Bautzen in der Oberlausitz. In der Zeit von 1951 bis 1990 wurden über 658.000 schnelllaufende luft- und wassergekühlte Dieselmotoren von 3 bis 88 PS (2,2 bis 65 kW) gebaut.

## Geschichte

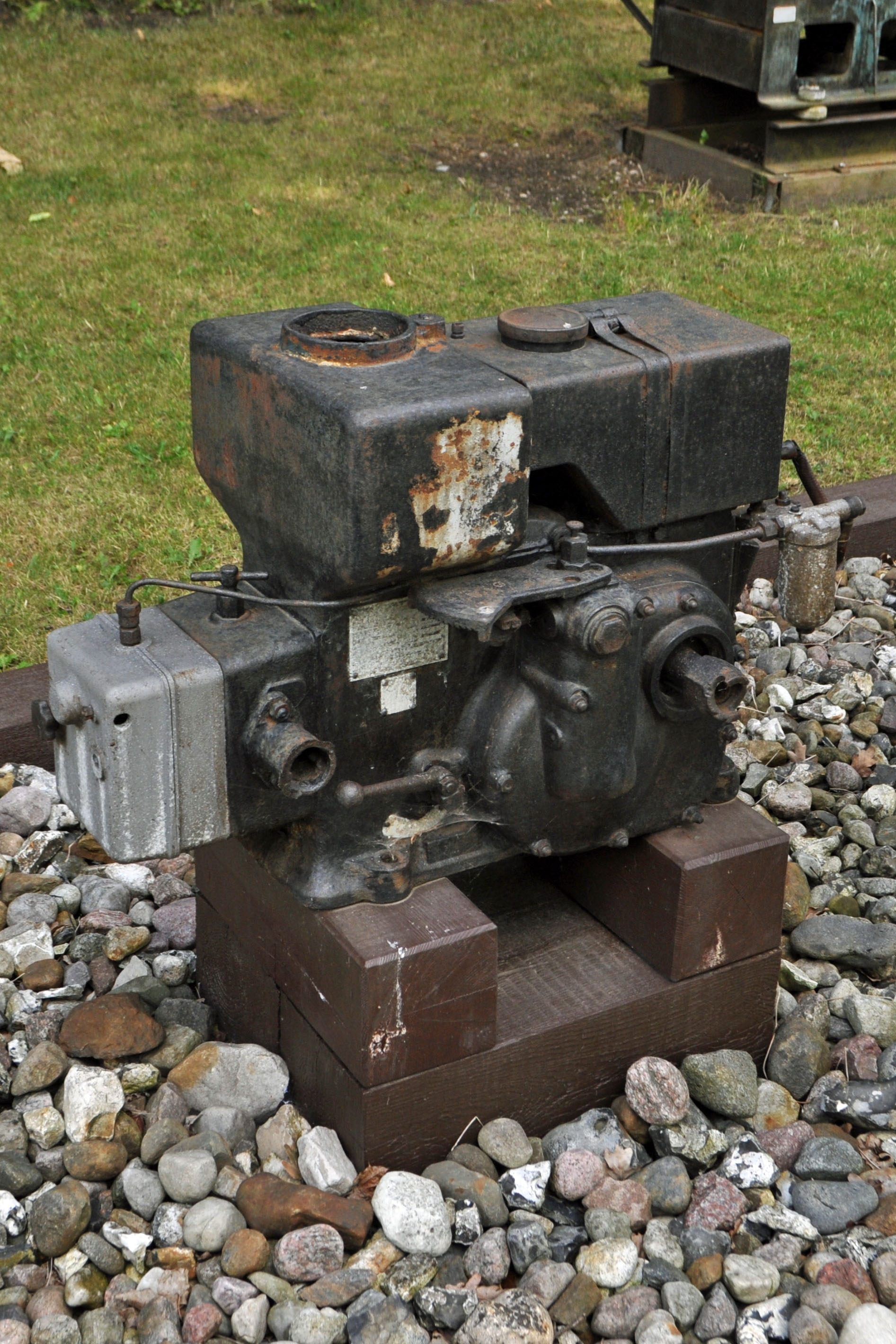
Cunewalder Einzylinder-Dieselmotor mit Verdampfungskühlung, ausgestellt mit weiteren Motoren im Nautineum Dänholm

Das Motorenwerk Cunewalde ging 1946 aus dem Motorenbau Bark hervor. Zunächst war der Betrieb mit der Zulieferung verschiedener Motorbaugruppen beauftragt, ab 1948 wurden komplette Motoren produziert. Ab 1951 wurde die Produktion von Vorkriegsbaumustern liegender, verdampfungsgekühlter Kleindieselmotoren in Cunewalde konzentriert, die fortan auch weiterentwickelt wurden. Es waren vorwiegend Stationärmotoren, aber auch Kraftfahrzeuge wie der Multicar M21 wurden damit ausgestattet. Vor allem zum Antrieb von Bewässerungspumpen wurden die Motoren vielfach in Länder Afrikas und Asiens exportiert, für diese Zwecke lief die Produktion noch einige Zeit weiter, ehe sie 1976 trotz bestehender Nachfrage auf Exportmärkten beendet wurde.
Ab 1956 wurde an der Entwicklung luftgekühlter kleiner, schnelllaufender Dieselmotoren der Baureihe KVD 8 gearbeitet (später als VD 8/8 bezeichnet). Zuerst ging 1961 der Einzylindermotor in Serie, es folgten Zwei- und Vierzylinder-V-Motoren. Diese Motoren wiesen eine Anzahl fortschrittlicher Konstruktionsmerkmale auf und wurden unter anderem im Geräteträger RS09 und im Multicar 22 verwendet. 1967 wurde zusätzlich die Produktion der Industriemotoren-Baureihe VD 12,5/9 aus den Robur-Werken übernommen, lediglich die größte Ausführung mit vier Zylindern wurde weiterhin bei Robur produziert. Die auch im Multicar 22 verwendete Motorbaureihe VD 8/8 wurde 1969 überarbeitet. Damit wurde Forderungen nach Leistungssteigerung Genüge getan, die sich unter anderem aus der Verwendung der Vierzylinderausführung für Rettungsboote des VEB Schiffswerft Rechlin, für Schweißaggregate von Kjellberg und Verdichtungsaggregate des VEB Zwickauer Maschinenfabrik ergaben. 1971 wurden auf Basis des VD 8/8 ein- und zweizylindrige Motoren mit Wasserkühlung herausgebracht, die vorwiegend als Bootsmotoren und zum Pumpenantrieb eingesetzt wurden.
Der Volkseigene Betrieb wurde 1990, dem Jahr der Deutschen Wiedervereinigung, in die Dieselmotorenwerke Cunewalde GmbH umgewandelt, 1992 folgte die Gründung der MFT GmbH (Motoren und Fahrzeugtechnik GmbH). Seit 1994 ist das Unternehmen komplett privatisiert. Die MFT hat sich inzwischen insbesondere auf Motorkomponenten wie Nockenwellen, Ausgleichswellen und prismatische Bauteile spezialisiert und beschäftigt (2020) rund 150 Mitarbeiter.